# 埃德森岭战役
埃德森岭战役（英語：Battle of Edson's Ridge），又称血岭之战，是大日本帝国陆军和美国海军陆战队于太平洋战争期间的1942年9月12日在瓜达尔卡纳尔岛上爆发的一次陆上战役。一木支队被击败后，川口旅团向发起亨德森机场第二波攻击。

## 计划
9月5日晚上，日軍川口清健發電給第17軍，要求從9月9日到12日日落期間空襲機場，海軍在12日佯攻倫加角，但不要砲擊機場。

## 过程

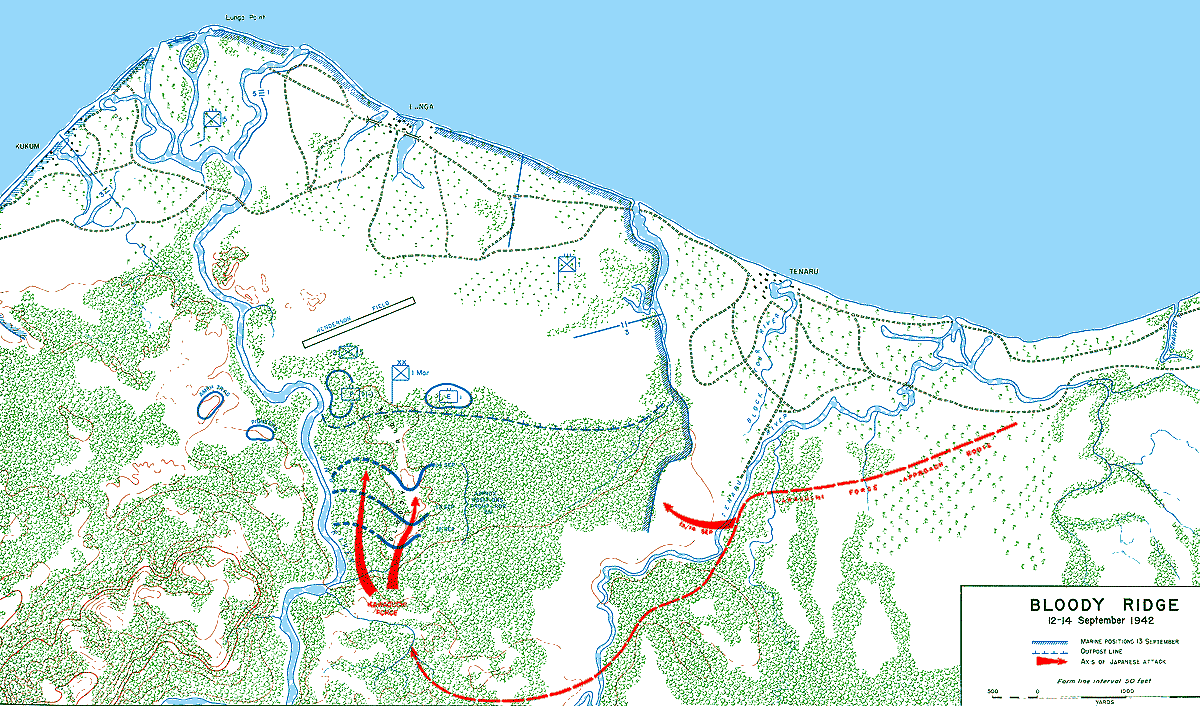
9月12-14日進攻路線圖

在9月12日晚上，川口的第1大隊攻擊倫加河與山脊之間的美國海軍陸戰突擊隊第一營，迫使C連撤回到山脊後，日軍才停止攻擊。第二天晚上，川口旅團3,000名士兵，再加上各種各樣的輕型火砲，面對埃德森的830名突擊隊員。日軍在剛入夜後開始進攻，川口的第1大隊攻擊在山脊以西埃德森的右翼。在突破海軍陸戰隊的防線後，該大隊的進攻最終由守衛山脊北部的海軍陸戰隊所阻止。

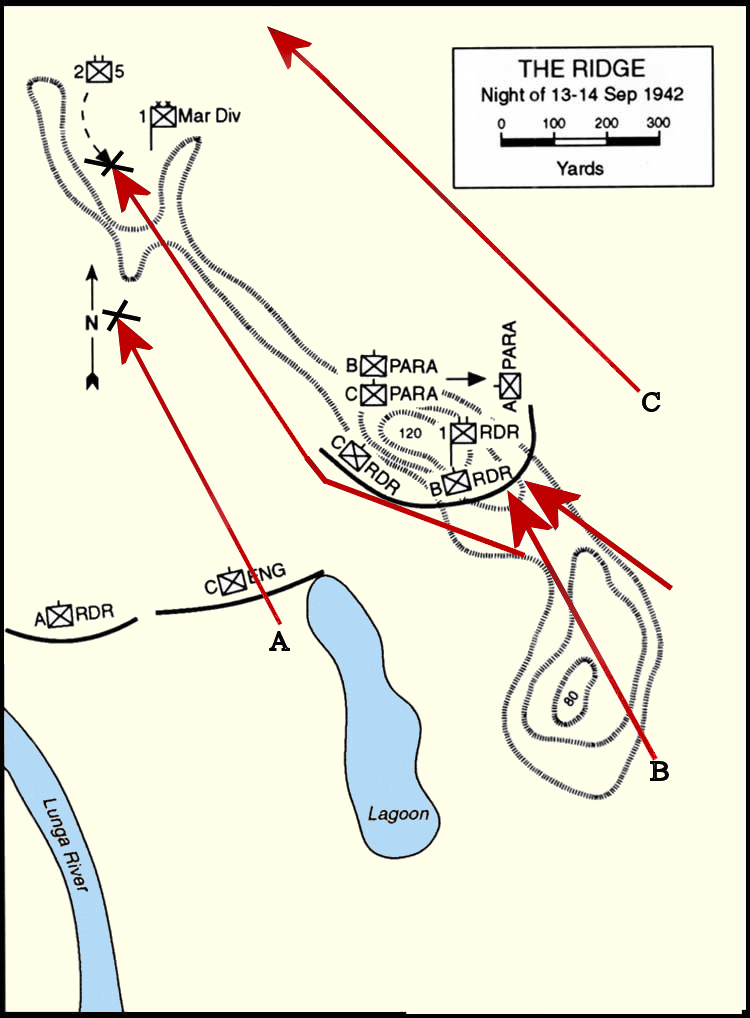
9月13日進攻路線圖

川口麾下的第2大隊內，有2個中隊負責在山脊南部邊緣的進攻，把埃德森的部隊擊退至山脊中部的123號山嶺。整個晚上，在此陣地的海軍陸戰隊，在火砲的支援下，擊退了日軍一波波的正面攻擊，其中一些導致徒手肉搏戰。日軍一些己越過山脊到達機場邊沿的的部隊也被擊退。在倫加防禦圈其他位置的庫瑪和岡明大隊的進攻也失敗。9月14日，川口旅團的倖存者在川口領導下，於馬坦尼考谷以西經過5天行軍後，與岡明的單位會合。結果，川口的部隊及海軍陸戰隊分別有850及104人陣亡。
9月15日，百武在拉包爾得知川口戰敗的消息，轉發到在日本的大本營。在緊急會議上，日本陸軍及海軍指揮人員得出結論，“瓜達爾卡納爾可能發展成為戰爭的決定性戰役。”戰鬥的結果現在開始對日本在太平洋其他領域產生戰略上的影響。百武意識到，為了運送足夠的部隊和物資以擊敗在瓜達爾卡納爾島的盟軍，他無法同時支援在新幾內亞科科達小徑的日軍。百武在新幾內亞的部隊離其目標莫爾茲比港只有30英里（48），在大本營的同意下，百武命令新幾內亞的部隊後撤，直至“瓜達爾卡納爾島的問題”解決為止。百武準備派遣更多的部隊到瓜達爾卡納爾，試圖重奪亨德森機場。

## 來源
- Morison, Samuel Eliot. . History of United States Naval Operations in World War II 5. Boston: Little, Brown and Company. 1958. ISBN 0-316-58305-7.
- Smith, Michael T. . New York: Random House. 2012  [2022-07-02]. ISBN 9780307824615. （原始内容存档于2022-07-02）.